# Moulines (Calvados)
Moulines és un municipi francès situat al departament de Calvados i a la regió de Normandia. L'any 2007 tenia 251 habitants.

## Demografia

### Població
El 2007 la població de fet de Moulines era de 251 persones. Hi havia 83 famílies de les quals 8 eren unipersonals (8 homes vivint sols), 25 parelles sense fills, 46 parelles amb fills i 4 famílies monoparentals amb fills.
La població ha evolucionat segons el següent gràfic:
Habitants censats

### Habitatges
El 2007 hi havia 96 habitatges, 86 eren l'habitatge principal de la família, 8 eren segones residències i 2 estaven desocupats. Tots els 96 habitatges eren cases. Dels 86 habitatges principals, 78 estaven ocupats pels seus propietaris, 6 estaven llogats i ocupats pels llogaters i 1 estava cedit a títol gratuït; 3 tenien dues cambres, 7 en tenien tres, 16 en tenien quatre i 59 en tenien cinc o més. 76 habitatges disposaven pel capbaix d'una plaça de pàrquing. A 30 habitatges hi havia un automòbil i a 51 n'hi havia dos o més.

### Piràmide de població
La piràmide de població per edats i sexe el 2009 era:
| Homes | Edats   | Dones |
| ----- | ------- | ----- |
| 0     | 95 o +  | 0     |
| 0     | 90 a 94 | 0     |
| 0     | 85 a 89 | 0     |
| 0     | 80 a 84 | 0     |
| 0     | 75 a 79 | 0     |
| 8     | 70 a 74 | 4     |
| 12    | 65 a 69 | 12    |
| 0     | 60 a 64 | 4     |
| 0     | 55 a 59 | 0     |
| 8     | 50 a 54 | 4     |
| 12    | 45 a 49 | 4     |
| 4     | 40 a 44 | 16    |
| 8     | 35 a 39 | 0     |
| 12    | 30 a 34 | 12    |
| 8     | 25 a 29 | 8     |
| 4     | 20 a 24 | 8     |
| 16    | 15 a 19 | 4     |
| 12    | 10 a 14 | 8     |
| 8     | 5 a 9   | 4     |
| 8     | 0 a 4   | 0     |

## Economia
El 2007 la població en edat de treballar era de 157 persones, 120 eren actives i 37 eren inactives. De les 120 persones actives 105 estaven ocupades (62 homes i 43 dones) i 15 estaven aturades (7 homes i 8 dones). De les 37 persones inactives 16 estaven jubilades, 10 estaven estudiant i 11 estaven classificades com a «altres inactius».

### Ingressos
El 2009 a Moulines hi havia 87 unitats fiscals que integraven 242 persones, la mediana anual d'ingressos fiscals per persona era de 16.721 €.

### Activitats econòmiques
Dels 5 establiments que hi havia el 2007, 1 era d'una empresa de fabricació d'altres productes industrials, 3 d'empreses de comerç i reparació d'automòbils i 1 d'una empresa immobiliària.
L'any 2000 a Moulines hi havia 12 explotacions agrícoles que ocupaven un total de 856 hectàrees.

## Poblacions més properes
El següent diagrama mostra les poblacions més properes.